# Adriaan Jaeggi
Adriaan Jan Jaeggi (Wassenaar, 3 april 1963 – Amsterdam, 10 juni 2008) was een Nederlandse columnist, schrijver en dichter.
Hij studeerde Engelse taal- en letterkunde aan de Universiteit Leiden. Zijn studie betaalde hij voor een groot deel met optredens als trombonist. Vlak voor zijn afstuderen werd hij redacteur van Propria Cures. Na zijn afstuderen (met een scriptie over Amerikaanse zwarte muziek en zwarte literatuur) trad hij in 1995 als redacteur in dienst bij de Amsterdamse uitgever Thomas Rap. Dat jaar publiceerde hij ook zijn eerste roman, De tol van de roem.
Na het overlijden van Thomas Rap in 1999 verhuisde Jaeggi mee naar uitgeverij De Bezige Bij, waar hij tweeënhalf jaar werkte als redacteur. In 1999 verscheen zijn tweede roman, Held van beroep. Deze beleefde vijf drukken, werd genomineerd voor de longlists van de AKO Literatuurprijs en de Libris literatuurprijs en bekroond met de Halewijnprijs. De roman inspireerde de band a balladeer tot het schrijven van Swim with Sam. In 2002 verscheen Jaeggi's eerste officiële dichtbundel, Sorry dat ik het paard en de hond heb doodgeschoten. Twee gedichten hieruit werden opgenomen in Gerrit Komrijs befaamde bloemlezing Nederlandse Poëzie. In 2008 verscheen de bundeling van de gedichten die hij als Amsterdamse stadsdichter had geschreven: Het is hier altijd laat van licht; Amsterdamse stadsgedichten.
Adriaan Jaeggi schreef als columnist voor De Groene Amsterdammer en de Volkskrant. In 2004 verscheen een verzameling columns onder de titel Luxeproblemen. Tijdens de Boekenweek van 2006 verscheen Tromboneliefde, een autobiografisch essay over muziek en over hoe je moet leven. Dit werd na een maand herdrukt. In oktober 2006 verscheen Nog is Polen niet verloren.
Adriaan Jaeggi is Amsterdams eerste stadsdichter geweest (2006 en 2007). Hij maakte deel uit van de zogeheten Poule des Doods, een gezelschap dichters dat, op initiatief van de dichter F. Starik, bij toerbeurt met een gedicht de begrafenis begeleidt van iemand die eenzaam is gestorven. Medio 2008 overleed hij op 45-jarige leeftijd aan de gevolgen van darmkanker. Hij werd begraven op de Amsterdamse begraafplaats Zorgvlied.
- Bibliothèque nationale de France: cb16136313d (data)
- Digitale Bibliotheek voor de Nederlandse Letteren: jaeg003
- Gemeinsame Normdatei: 123591562
- International Standard Name Identifier: 0000 0000 7101 0098
- Library of Congress Control Number: n96046457
- Nederlandse Thesaurus van Auteursnamen: 14220286X
- Système universitaire de documentation: 188340815
- Virtual International Authority File: 8299166
- WorldCat: E39PBJgmQJqkD4KjR7rf9crcyd